# Пафнутије Боровски
Преподобни Пафнутије Боровски је хришћански светитељ. Био је син татарског великаша, који је касније примио веру хришћанску. У својој двадесетој години замонашио се Пафнутије и проживео у манастиру до своје деведесет четврте године, када је преминуо. Био је девственик и подвижник, а у хришћанској традицији помиње се да је био и велики чудотворац и прозорљивац. Преминуо је 1478. године.
Српска православна црква слави га 1. маја по црквеном, а 14. маја по грегоријанском календару.